# Bullergrund, Björneborg
Bullergrund (finska: Koppelo) är en ö i Finland. Den ligger i Bottenhavet och i kommunen Björneborg i den ekonomiska regionen  Björneborgs ekonomiska region i landskapet Satakunta, i den sydvästra delen av landet. Ön ligger omkring 30 kilometer nordväst om Björneborg och omkring 250 kilometer nordväst om Helsingfors.
Öns area är 3,7 hektar och dess största längd är 400 meter i nord-sydlig riktning.